# Ropica densealbostictica
Ropica densealbostictica là một loài bọ cánh cứng trong họ Cerambycidae.